# El Tumbo
El Tumbo es una localidad del estado mexicano de Chiapas. Es parte del municipio de Ocosingo.

## Demografía
| Gráfica de evolución demográfica |
|                                  |

| Censo | Población |
| ----- | --------- |
| 1960  | 123       |
| 1970  | 219       |
| 1980  | 443       |
| 1990  | 749       |
| 2000  | 755       |
| 2010  | 1 044     |
| 2020  | 1 655     |